# 超级油轮
超级油轮是指一些超过25万吨载重量，可以运输200到300万桶原油的油轮。目前最大的超級油輪為诺克·耐维斯号，屬新加坡籍，船主為第一奧森油輪（First Olsen Tankers）。